# Dominikánus udvar
A Dominikánus udvar a Hilton Budapest hotelben található. Az egykori Szent Miklós domonkos kolostor romjaiból alakították ki.

## Története
A budai vár első kővárait még IV. Béla magyar király építtette 1247-ben a tatárjárás után, tartva az újabb betörésektől. Az ő idején települtek a várba a domonkos szerzetesek, s ő alapította a domonkosok Szent Miklós-kolostorát, amelynek maradványai a Hilton szálló udvarán ma is láthatóak.
A dominikánus templom és kolostor az udvarral a 13. század közepén épülhetett, mert 1254-ben a domonkosok már itt tartották egyetemes nagy rendi gyűlésüket (káptalanjukat).

## Feltárása
Az idővel lerombolt kolostor feltárására 1902-ben, a Halászbástya átépítése során került sor. Az építkezés és ásatások során sok értékes régészeti lelet került elő, ekkor tárták fel a Dominikánus udvart, a dominikánusok templomának szentélyét is.

## Felújítása
A hatvanas években az épületegyüttes és telek felújítását tervezték, hogy azt iskolaként hasznosítsák. Ekkor jelentkezett igény a területre, szálloda építésére. 
A hotel neve eredetileg Mathias Rex lett volna. 
A legkedvezőbb átépítési tervet a hat tervező közül Pintér Béla építész nyújtotta be és nyerte el. Javasolta, hogy a szálloda, az egész elpusztult épületegyüttesre épüljön rá, így maga az épület viszonylag alacsony maradhatott. 
Az építkezés megkezdése előtt, a régészeti feltárási munkálatok négy évet vettek igénybe.
A műemlék megmaradt maradványainak egy részét Seldmayr János műemlék szakember tervei alapján egészítették ki.
Az átadást 1972-re tervezték,  
de csak 1977. január 1-én valósult meg.
A modern szálloda, a leleményes és gondos tervezésnek köszönhetően, egyedülálló módon, egy 13. századi domonkos rendi templom és kolostor romjaira, valamint egy 16. századi jezsuita kollégiumra épült, benne harmóniában a múlt és a jelen építészeti stílusaival.
Az egykori templom maradványai, egy középső udvarként választja el egymástól, a szálló két részét.
A kolostor templomhajója helyén ma a Dominikánus-udvar áll.

## Az udvar bejáratai
Két bejáraton át lehet bemenni, vagy a szálloda -1-es szintjén lévő Lobby Bárból, vagy a Halászbástya felől a szálloda hátsó részénél található vasrácsos kapun keresztül. Ez a kapu naponta 8-tól 19 óráig nyitva van, bárki megnézheti a Dominikánus udvart, vagy bejuthat a szállodába, kivéve ha rendezvény zajlik az udvarban. 
|  |  |

## Az udvarban található szoboralkotás
A Dominikánus udvarban áll, haraszti mészkő talapzaton Antal Károly 1937-ben készült alkotása, mely Julianus- és Gerhardus barátokat ábrázolja. A 2 méter magas bronzszobron, az álló Julianus barát keletre mutat, mellette a fáradalmaktól földre roskadó Gerhardus barátnak. Alatta kőtáblákon, többnyelvű ismertető szöveg. Az alkotás eredetileg a Halászbástya északnyugati tornya mellett állt, majd a Hilton szálló építésének befejeztével, 1976-ban helyezték el a Dominikánus udvarban.
|  |  |

## Jelen
A Dominikánus udvart jelenleg különleges szabadtéri rendezvények megtartására használják. Állófogadások, esküvői ceremóniák bankettek, gálavacsorák, előadások, hangversenyek, koncertek helyszíne. Az udvar 300 fő befogadására képes.

## Cím
1014 Budapest, I. kerület, Hess András tér 1-3.

## Adatok
- Típus: nyitott szabadtér
- Alapterület: 671 m2
- Belmagasság: nincs
- Burkolat: kő[16]

## Képgaléria
|  |  |  |  |  |  |  |